# Left Behind: The Movie
Left Behind este un film creștin din 2000 regizat de Vic Sarin. În rolurile principale interpretează actorii Kirk Cameron, Brad Johnson, Gordon Currie și Clarence Gilyard. Filmul Left Behind a fost proclamat de creatorii săi ca fiind cel mai ambițios și cel mai mare proiect al unui film creștin care a fost făcut vreodată. Se bazează pe seria de cărți Left Behind, 16 romane de Tim LaHaye și Jerry B. Jenkins despre sfârșitul lumii.
Filmul a devenit primul dintr-o trilogie, fiind continuat de Left Behind II: Tribulation Force și Left Behind: World at War. O refacere a întregii serii este în faza de producție la Cloud Ten Pictures.

## Povestea
Un tânăr jurnalist de la GNN, Buck Williams (Kirk Cameron) face un reportaj în Israel unde omul de știință israelian Chaim Rosenzweig (Colin Fox) a descoperit o metodă de a crește grâne pentru toată omenirea. Chaim cataloghează această descoperire drept o minune. Dintr-o dată sute de avioane de atac arabe Mikoyan MiG-29 invadează cerul Israelului, dar o forță nevăzută le distruge în aer.
Pilotul Rayford Steele (Brad Johnson) are o aventură cu stewardesa Hattie Durham (Chelsea Noble) care îl anunță că acesta este ultimul ei zbor deoarece a acceptat oferta de a lucra la ONU a lui Nicolae Carpathia (Gordon Currie), fostul președinte al României și secretar general ONU. În timpul zborului o parte din oameni dispar și curând se află că acest lucru s-a întâmplat în toată lumea.
Nicolae Carpathia îl invită pe jurnalistul Buck Williams la o ședință ONU cu ușile închise. Nicolae împușcă mortal doi delegați și preia controlul asupra 10 zone ale lumii, toată lumea fiind hipnotizată să creadă că un delegat a împușcat pe celălalt și apoi s-a sinucis. Buck Williams își dă seama că Nicolae este Antihristul și că a început perioada de șapte ani a Marelui Necaz.

## Distribuție
- Kirk Cameron este Buck Williams
- Brad Johnson este Cpt. Rayford Steele
- Gordon Currie este Nicolae Carpathia
- Chelsea Noble este Hattie Durham
- Clarence Gilyard este Bruce Barnes
- Janaya Stephens este Chloe Steele
- Colin Fox este Chaim Rosenzweig
- Daniel Pilon	este Jonathan Stonagal
- Tony De Santis este Joshua Todd-Cothran
- Jack Langedijk este Dirk Burton
- Krista Bridges este Ivy Gold
- Thomas Hauff	este Steve Plank
- Neil Crone este Ken Ritz
- T.D. Jakes este Pastor  Vernon Billings
- Rebecca St. James este Asistentul lui Buck
- Bob Carlisle este Reporter GNN